# Regiunea Ialomița

Regiunea Ialomița în cadrul împărţirii administrative a României 1950-1952

Regiunea Ialomița a fost o diviziune administrativ-teritorială situată în zona de sud-vest a Republicii Populare Române, înființată în anul 1950, când au fost desființate județele (prin Legea nr.5/6 septembrie 1950). Ea a existat până în anul 1952, când teritoriul său a fost încorporat în regiunile București, Constanța și Ploiești. 

## Istoric
Reședința regiunii a fost la Călărași, iar teritoriul său cuprindea o suprafață asemănătoare cu cea a actualelor județe Călărași și Ialomița. Regiunea Ialomița a fost desființată în 1952, iar majoritatea raioanelor au trecut în componența regiunii București, cu excepția raionului Fetești, încorporat în regiunea Constanța, și a raionului Urziceni, încorporat în perioada 1952-1956 în regiunea Ploiești și transferat apoi la regiunea București.

## Vecinii regiunii Ialomița
Regiunea Ialomița se învecina:
- 1950-1952: la est cu regiunea Constanța, la sud cu Republica Populară Bulgară, la vest cu regiunea București, iar la nord cu regiunile Prahova, Buzău și Galați.

## Raioanele regiunii Ialomița
Între 1950 și 1952, Regiunea Ialomița cuprindea 5 raioane: Călărași, Fetești, Lehliu, Slobozia și Urziceni.